# Teonthar
Teonthar là một thị xã và là một nagar panchayat của quận Rewa thuộc bang Madhya Pradesh, Ấn Độ.

## Địa lý
Teonthar có vị trí 24°59′B 81°39′Đ / 24,98°B 81,65°Đ Nó có độ cao trung bình là 151 mét (495 feet).

## Nhân khẩu
Theo điều tra dân số năm 2001 của Ấn Độ, Teonthar có dân số 15.249 người. Phái nam chiếm 52% tổng số dân và phái nữ chiếm 48%. Teonthar có tỷ lệ 55% biết đọc biết viết, thấp hơn tỷ lệ trung bình toàn quốc là 59,5%: tỷ lệ cho phái nam là 65%, và tỷ lệ cho phái nữ là 43%. Tại Teonthar, 19% dân số nhỏ hơn 6 tuổi.